# 천국의 맞은편
천국의 맞은편(The Other Side Of Heaven)은 미국에서 제작된 밋치 데이비스 감독의 2001년 모험, 드라마 영화이다. 크리스토퍼 고햄 등이 주연으로 출연하였고 존 가벳 등이 제작에 참여하였다.

## 출연

### 주연
- 크리스토퍼 고햄
- 앤 해서웨이

### 조연
- 조 포로우
- 미리엄 스미스
- 존 섬너

## 제작진
- 공동제작: 팀 코딩턴